# 秋田県道265号湯の又前田線
秋田県道265号湯の又前田線（あきたけんどう265ごう ゆのまたまえだせん）は、秋田県大仙市から横手市に至る一般県道である。

## 概要
起点の大仙市南外字湯の又で県道30号から分岐し、楢岡川沿いを終点の横手市大森町八沢木字前田まで南下して、県道29号に合流する山間部を通る路線である。

### 路線データ
- 総延長 : 7.902 km[2]
- 実延長 : 7.902 km[2]
- 起点 : 秋田県大仙市南外字湯の又106番地先（秋田県道30号神岡南外東由利線交点）[3][4]北緯39度25分44.1秒 東経140度21分31.5秒
- 終点 : 秋田県横手市大森町八沢木字前田2番2（秋田県道29号横手大森大内線交点）[4]北緯39度22分12.42秒 東経140度21分17.29秒
- 未供用区間 : なし[2]

## 歴史
- 1972年（昭和47年）3月30日 - 秋田県道に認定される[4]。
- 2016年（平成28年）5月27日 - 起点付近ですでに共用されている新道が現道となり、従来の現道の認定が解除される[3]。同時に起点の県道30号交点の位置は変わらず住所が変更となる。

## 路線状況

### 冬期閉鎖区間
- なし[5]

### 交通不能区間
- なし[6]

## 地理

### 通過する自治体
- 大仙市 - 横手市

### 交差する道路
| 施設名 | 接続路線名                   | 備考 | 所在地                   |
| ------ | ---------------------------- | ---- | ------------------------ |
|        | 秋田県道30号神岡南外東由利線 | 起点 | 大仙市南外字湯の又       |
|        | 秋田県道29号横手大森大内線   | 終点 | 横手市大森町八沢木字前田 |

### 沿線の施設
- 湯ノ神温泉
- ほろわの里資料館（保呂羽山波宇志別神社の資料館）